# Francesco Contarini

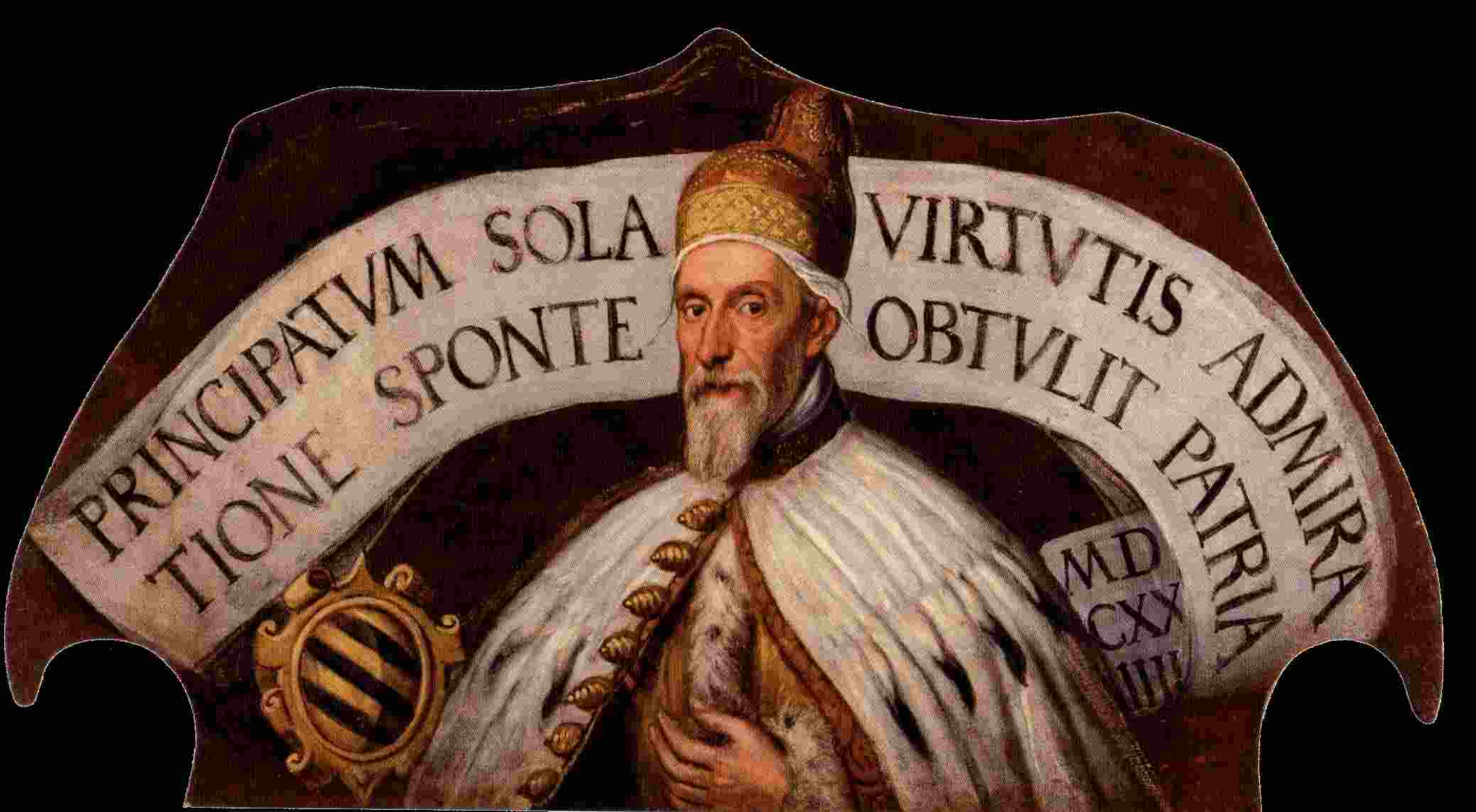
Zeitgenössische Darstellung Contarinis als eines der Porträts im Dogenpalast, genauer in der Sala dello Scrutinio

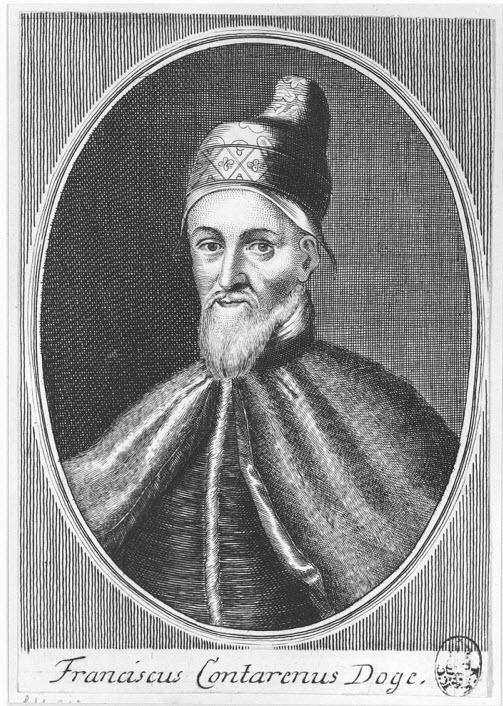
„Franciscus Contarenus Doge“, Kupferstich von 1721

Francesco Contarini (* 28. November 1556 in Venedig; † 6. Dezember 1624 ebenda) war, folgt man der Zählweise der staatlich gesteuerten Geschichtsschreibung der Republik Venedig, ihr 95. Doge. Er regierte vom 8. September 1623 bis zu seinem Tod nur knapp 15 Monate lang und war zudem im letzten halben Jahr schwer krank. Während seiner Regierung dauerten die Spannungen mit Spanien und der Kurie wegen des Veltlins an.
Francesco Contarini trat vor seiner Wahl zum Dogen vor allem als Gesandter und Botschafter an den wichtigsten Höfen Europas, in Mantua und Florenz, Rom und Paris, in London, Wien und in Konstantinopel hervor. Auch befasste er sich mit der Universität Padua, verteidigte die Rechte Venedigs gegenüber den Päpsten, ohne offen gegen Roms Ansprüche aufzutreten, ordnete über Jahre die konfusen Aktenbestände des Rates der Zehn, eines der mächtigsten Gremien der Republik.

## Familie
Francesco Contarini – ein Name, der in den höheren Rängen des Patriziats recht häufig vorkommt – war der älteste von vier Söhnen des Bertucci und der Lucia Dolfin. Die väterliche Familie stammte aus einem Zweig der Contarini, genannt della Porta di Ferro (von der eisernen Tür), der seit dem 15. Jahrhundert in der Pfarrei Santa Giustina ansässig war und sich im Englandhandel ein beträchtliches Vermögen erwirtschaftet hatte. Im Jahr 1582 verfügte die Familie nach Angaben, die sie anlässlich der Redecima gemacht hatte, um ein Vermögen in Höhe von 1.142 Dukaten.
Aus den verschiedenen Zweigen der Familie gingen insgesamt acht Dogen hervor, der erste im 11. Jahrhundert, der letzte gegen Ende des 18. Jahrhunderts, außerdem gab es eine große Anzahl von Prokuratoren, Kardinälen, Patriarchen, Gelehrten und Admirälen mit Namen Contarini. Drei Frauen aus der Familie waren mit Dogen verheiratet: Elisabetta Contarini mit Francesco Dandolo, Contarina Contarini mit Nicolò Marcello und Cecilia Contarini mit Sebastiano Venier.
Francesco hatte drei Brüder, nämlich Giovanni (1558–1620), der bis zum Capo des Rates der Zehn aufstieg, dann Dolfin (1559–1587), der bereits jung starb, schließlich Nicolò (1563–1648), der es bis zur gleichen Stellung im Zehnerrat brachte. Dessen einziger Sohn, Alvise, wurde ebenfalls Doge. Außerdem hatte er eine Schwester namens Contarina († 1592) oder Catterina, die 1587 Antonio Lando di Girolamo (1553–1618) heiratete, der 1612 Prokurator von San Marco wurde und der dem Senat angehörte. Er selbst blieb unverheiratet und hatte keine Kinder.

## Leben
Contarini hatte an der Universität Padua Rhetorik, Philosophie und Jura studiert. 1580 bis 1581 unternahm er eine Reise, die ihn bis nach Spanien und Portugal führte. Allerdings wäre seine politische Karriere beinahe zerstört worden, denn es kursierten Gerüchte, er habe sich mit Benediktinerinnen der Insel San Servolo herumgetrieben.

### Ämterlaufbahn (ab 1582)

#### Gesandter in Mantua (1588), Florenz (1589)
Zunächst erlangte er die übliche Einstiegsposition eines Savio agli Ordini im Jahr 1582. Am 29. Dezember 1583 hielt er eine Relation dell'Arsenale, trug also über die Schiffsbaustätte Venedigs, das Arsenal einen Vortrag. Am 14. Mai 1588 konnte er die Kondolenz beim Herzog von Mantua anlässlich des Todes von dessen Vater nutzen, um ihm gleichzeitig zur Nachfolge zu gratulieren. Nach der Rückkehr lieferte er einen detailreichen Bericht.
Am 4. April 1589 wurde er zum Sonderbotschafter gewählt und nach Florenz entsandt. Dort sollte er Ferdinando I. de’ Medici zur Heirat mit Christine von Lothringen gratulieren, um im Juni ausführlich auch über dieses Staatswesen zu berichten.

#### Savio di Terraferma, Botschafter in Frankreich (1596–1597)
Ab Ende 1590 wurde Contarini mehrfach zum Savio di Terraferma gewählt, wobei er über seine Amtstätigkeit vom 1. April 1592 bis zum 9. September 1595 Tagebuch führte, wenn auch mit großen zeitlichen Lücken. Der recht farblose Text berichtet immerhin davon, dass inzwischen vielleicht ein Drittel des Besitzes in der Stadt in kirchlichen Händen lag, und dass man es für ein Gebot hielt, weiterem Erwerb einen gesetzlichen Riegel vorzuschieben.
Am 30. Dezember 1596 wurde Contarini zum Botschafter in Frankreich gewählt. Dort hielt er sich von September 1597 bis Februar 1600 auf. 1601 wurde er Savio del Consiglio, womit er in Venedig am Kern der Macht angelangt war.

#### Bailò von Konstantinopel (1602–1604)

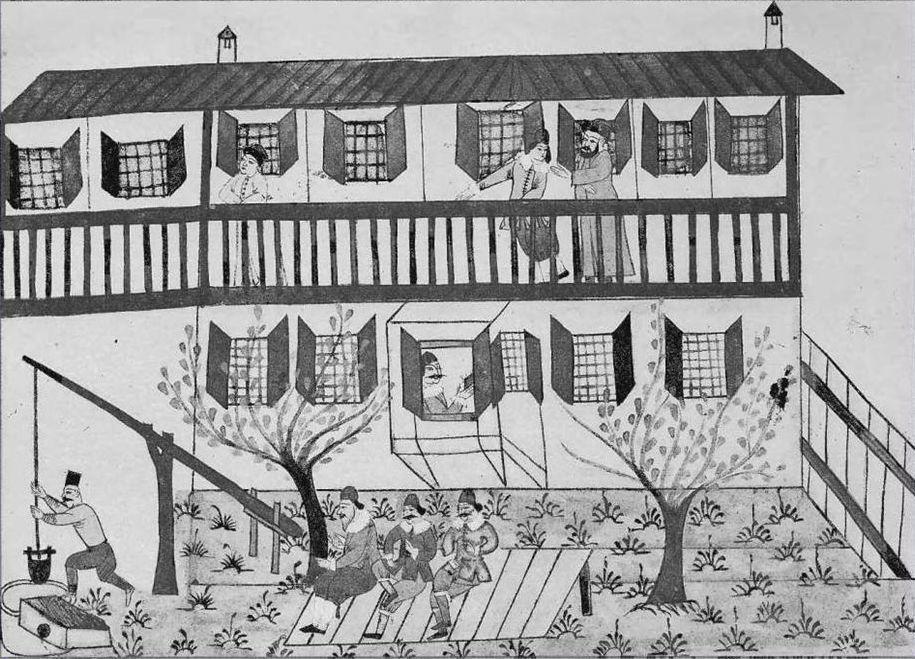
Der Palast des Bailò in Konstantinopel/Istanbul, seit Ende des 16. Jahrhunderts Hauptresidenz der venezianische Baili: Seitenansicht mit Dragomanen, die als eine Art Dolmetscher und Kulturvermittler fungierten; osmanische Miniatur, angefertigt um 1660

Am 12. März 1602 wurde er zum Bailò von Konstantinopel nominiert, der Hauptstadt des Osmanischen Reiches, wo er sich vom 2. November 1602 bis zum 2. Dezember 1604 aufhielt. Dabei stellte er fest, dass dort 1603 so viele höchste Minister hingerichtet wurden, dass niemand mehr wagte, Großwesir zu werden. Er berichtet von Durcheinander, dass Befehle nicht ausgeführt wurden, Militäreinheiten wie die „spahi“ rebellierten, aber auch von der Heilung seiner bedrohlichen Appetitlosigkeit.

#### Gesandter, bzw. Botschafter in Rom (1607–1609)
Nach Venedig zurückgekehrt, wurde er wieder Savio del Consiglio. Am 26. Juli 1605 – am selben Tag erhielt er bei der Patriarchenwahl einige Stimmen – erhielt er den Auftrag, mit einer Sondergesandtschaft nach Rom aufzubrechen, die dem neuen Papst Paul V. zur Amtsübernahme gratulieren sollte. An dieser Gesandtschaft nahmen neben Contarini auch Francesco Molin, Pietro Duodo und Giovanni Mocenigo teil. Mit insgesamt 14 venezianischen nobili und einer größeren Zahl von nobili der Terraferma kam diese spektakuläre Gesandtschaft in der ersten Novemberhälfte in Rom an. Dem jüngsten der vier Gesandten kam die Aufgabe zu, im Konsistorium eine oratio zu halten, eine Eingangsrede. Doch schon bei dieser Gelegenheit zeigte sich, dass der Papst in seinen Forderungen unnachgiebig sein würde.
Die folgenden Auseinandersetzungen, in denen sich die venezianischen Patrizier, selbst verstrickt in die Ämtervergabepraxis mit ihren lukrativen Einnahmequellen, untereinander zerstritten hatten – die pro-päpstlichen vecchi oder papalisti gegen die anti-päpstlichen giovani –, steigerten sich bis zu Kriegsdrohungen der Habsburger, vor allem der spanischen, die hinter Paul V. standen, und bis zum Interdikt. Contarini, der die Motive der giovani durchaus verstand, denen es um die Unabhängigkeit Venedigs ging, hielt sich geschickt aus den mit großer Härte ausgetragenen Auseinandersetzungen heraus.
Als es am 21. April 1607 zur Aussöhnung kam und die Beziehungen wieder aufgenommen wurden, wurde Contarini zum Sonderbotschafter bestimmt. Am 8. März des Folgejahres wurde er zum regulären Botschafter in Rom gewählt. Während seines gesamten Aufenthalts war er mit gravierenden Streitpunkten konfrontiert, wie etwa Streitigkeiten um das Patriarchat, um das Bistum Ceneda, die Rolle im antitürkischen Kampf, die der Papst versuchte Venedig aufzuzwingen, dessen Versuch, eine reiche Abtei – Santa Maria Vangadizza – seinem Neffen, Kardinal Scipione Borghese zuzuschanzen. Besonders schwierig wurde es, als die beiden geflohenen Theologen Fulgenzio Manfredi und Pietro Antonio Ribetti Venedig als einen Hort der Ketzerei und Hochburg eines schwachen Katholizismus anprangerten. Objekt des päpstlichen Hasses ist allerdings Paolo Sarpi, die Verantwortung für das Attentat auf Sarpi sieht Contarini in Rom. Während er in Rom noch loyal gegenüber Venedig zu bleiben, war sein Nachfolger der papalista Giovanni Mocenigo. Am 8. Juni 1609 hielt Contarini seine relazione vor dem Senat. Dabei konzentrierte er sich vor allem auf den Papst, dem er eine düstere Seele zuschrieb, ohne jedes Verständnis für die Anforderungen der Welt und des Staates, jedoch äußerst versiert im kanonischen Recht und mit allem vertraut, was den Hof von Rom betraf.

#### Gesandter in England (1610), wieder im inneren Kreis
Nun wurde er Consigliere für das Sestiere Castello. Am 11. September 1609 sollte er sich für den Umlauf eines verbotenen Werkes in Venedig entschuldigen, nämlich der Apologie Jakobs I. von England. Contarini reiste am 1. Dezember zunächst nach Paris, von wo der Nuntius berichtete, Contarinis Mission drehe sich um das Verbot des Buches des englischen Königs. Unruhige See zwang ihn zu einem zweiwöchigen Aufenthalt in Calais, so dass er erst am 4. Februar 1610 in London ankam. Während der Audienz konnten alle Gegensätze, die vom englischen Botschafter in Venedig ausgelöst worden waren, beigelegt werden. Aus der Entschuldigungsreise wurde eine Annäherung der Standpunkte, denn der König verteidigte die Rechte der Staaten in Fragen der Jurisdiktion. Am 6. September legte auch hierüber Contarini eine relazione vor, worin er auch über die Situation der Katholiken in England berichtete.

#### Riformatore in Padua, Neuordnung der Beschlüsse des Rates der Zehn (1611–1615)
Wieder wurde er Consigliere, mehrfach Savio dei Consiglio, dann drei Mal Riformatore allo Studio di Padova. Dabei verdankten ihm und seinen beiden Kollegen Agostino Nani und Nicolò Donà der neapolitanische Jurist Giacomo Antonio Marta, zu dieser Zeit im Streit mit Rom, seine Berufung nach Padua (6. Oktober 1611).
In den Jahren 1611 bis 1615 erhielt Francesco Contarini zusammen mit Andrea Morosini in ihrer Funktion als deputati a ridur in sommario et regola, das gesetzgeberische Flickwerk des Rates der Zehn zu neu zu gestalten. Für diese ungeheure Arbeit der Neuordnung, Systematisierung und Harmonisierung des inzwischen vollkommen konfus gewordenen Berges an Akten, wurden die beiden Patrizier am 17. Oktober 1614 hoch gelobt.

#### Sonderbotschafter am kaiserlichen Hof (1613), in Konstantinopel (1619), in Rom (1621)
Mit Agostino Nani ging er im September und Oktober 1613 als Sonderbotschafter an den Hof Kaiser Matthias’, dann 1619 nach Konstantinopel. Zusammen mit Girolamo Soranzo, Antonio Grimani und Girolamo Giustinian, reiste er 1621 nach Rom, um dem neuen Papst Gregor XV. zu seiner Wahl zu gratulieren.

#### Prokurator von San Marco (1615), Wahl zum Dogen (1623)
Contarinis Ansehen war sowohl innerhalb Venedigs, als auch außerhalb gefestigt. Selbst die Botschafter Spaniens und Englands lobten ihn. Für Bedmar war er eines der besten Subjekte, für Henry Wotton „a gentleman of singular integrity“.
Am 9. Dezember 1615 wurde er mit 1011 Stimmen bei 381 Gegenstimmen zum Prokurator von San Marco de citra gewählt. Am 8. September 1623 wurde er zum Dogen gewählt.

### Das Dogenamt

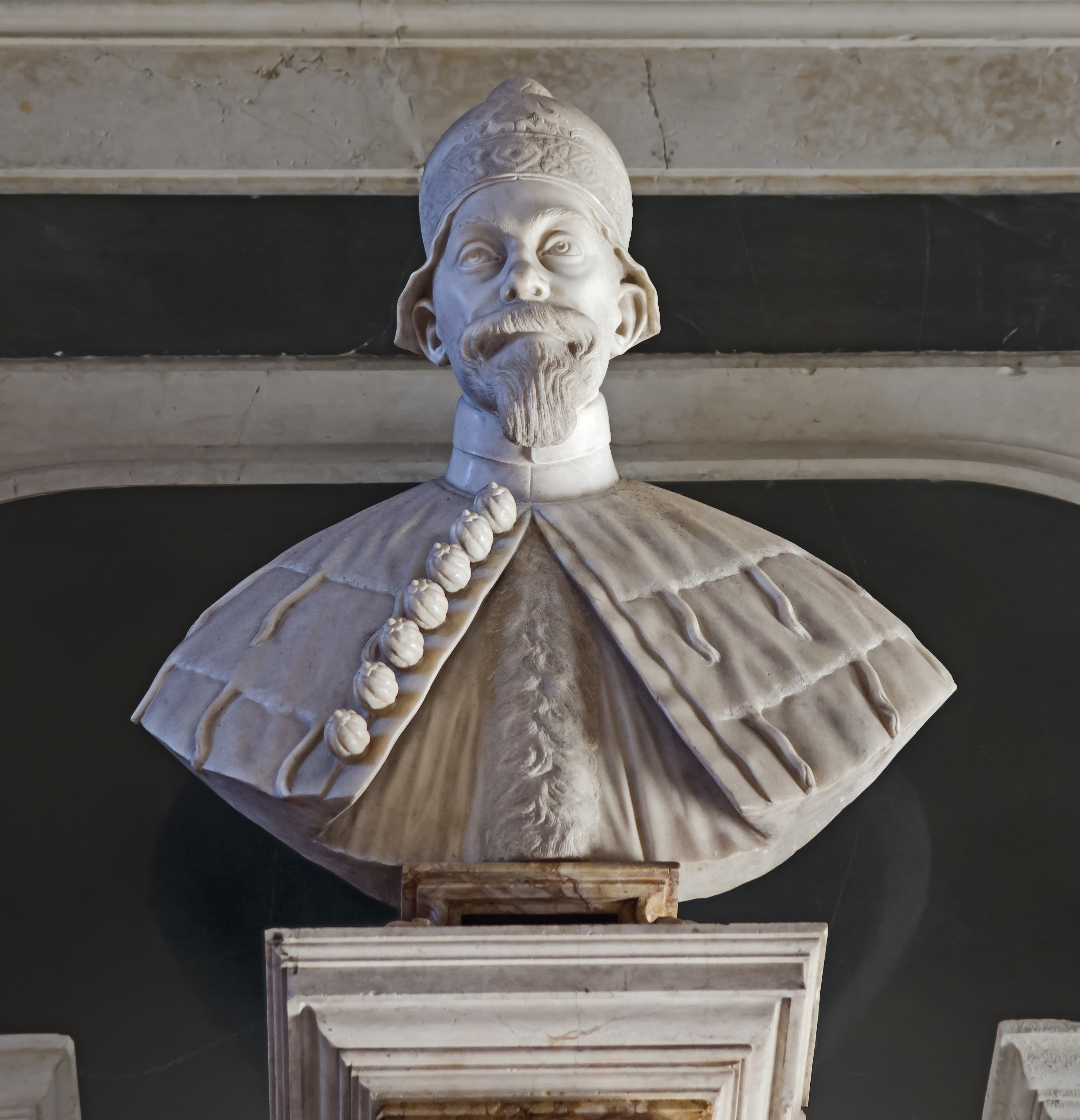
Antonio Gai (1686–1769): Büste des Dogen Francesco Contarini in San Francesco della Vigna

Seine Wahl erfolgte in einer Zeit, in der das konservative Element zu Lasten der Anhänger Sarpis in den Vordergrund trat. Allerdings wurde diese Entwicklung durch den neuen Dogen nicht gefördert, zumal er nach kaum zehn Monaten Amtszeit bereits ab Ende Juni 1624 unter der Verschlechterung seines Gesundheitszustandes zu leiden hatte. Er starb, nach Fieber und Erstickungsanfällen, am 6. Dezember und wurde in der Familienkapelle in San Francesco della Vigna beigesetzt.
Während seiner Regierungszeit wurde ein Saal des Dogenpalastes von Palma Giovane mit Fresken ausgestattet.

## Grabmal
Er wurde in der Kirche San Francesco della Vigna begraben. Sein Epitaph und das des Dogen Alvise Contarini befinden sich in der Contarini-Kapelle der Kirche, die 1659 barock umgestaltet wurde und 1744 ein weiteres Mal erneuert wurde.